# Acampada de hamaca

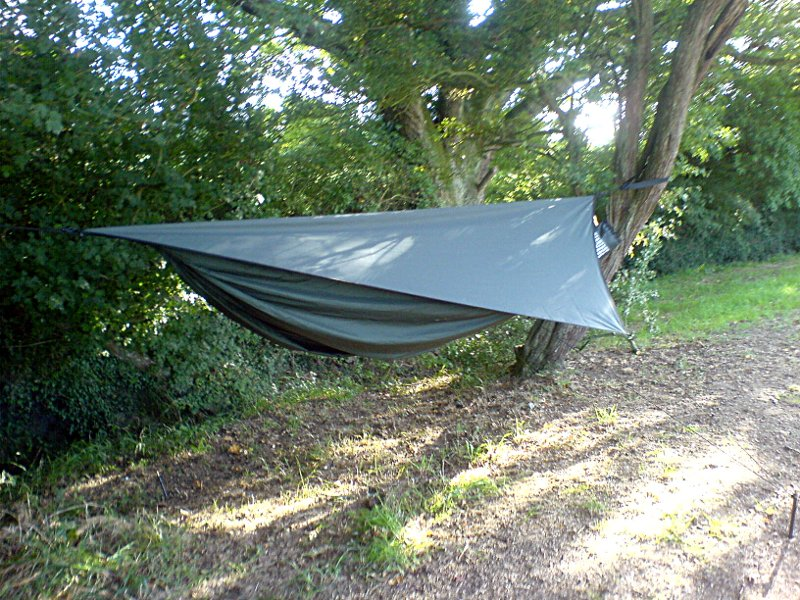
Una hamaca Hennessy suspendida entre dos árboles, con lona.

La acampada de hamaca es una forma de acampar en la que un campista duerme en una suspensión en una hamaca, en lugar de en una tienda de acampada convencional en el suelo. Aunque las hamacas de acampada han existido desde hace varios siglos, las modernas difieren de las anteriores en muchos aspectos. Se pueden levantar  en el suelo cuando los soportes no están disponibles. En mal tiempo, se puede suspender una lona por encima de la hamaca, para protegerse de la lluvia del campamento. Las mosquiteras, a veces, son parte integral de la propia hamaca de acampada.  Las hamacas tiendas comerciales actualmente atienden a los campistas que buscan comodidad, menor peso y protección contra los insectos del suelo, los arácnidos u otros riesgos de tierra. Los sistemas de suspensión y otros servicios de nicho han convertido las hamacas de acampada en una opción popular entre muchos amantes del aire libre en todo el mundo.